# Zeta Pegasi
Désignations
Zeta Pegasi (ζ Peg / ζ Pegasi, Zêta Pegasi), également nommée Homam, est une étoile de la constellation de Pégase. Sa magnitude apparente est de +3,4. D'après la mesure de sa parallaxe annuelle par le satellite Hipparcos, elle est située à environ 204 années-lumière de la Terre. Elle s'éloigne du Système solaire à une vitesse radiale de +6 km/s.

## Propriétés
Zeta Pegasi est classée comme une étoile sous-géante bleu-blanc de type spectral B8,5IV. Il s'agit d'une étoile de type B à pulsation lente (SPB), dont la magnitude apparente varie très légèrement, entre 3,40 et 3,41, selon une période de 0,956 33 jour (22,952 h) et complétant ainsi 1,045 66 cycle par jour,.

## Nomenclature et histoire

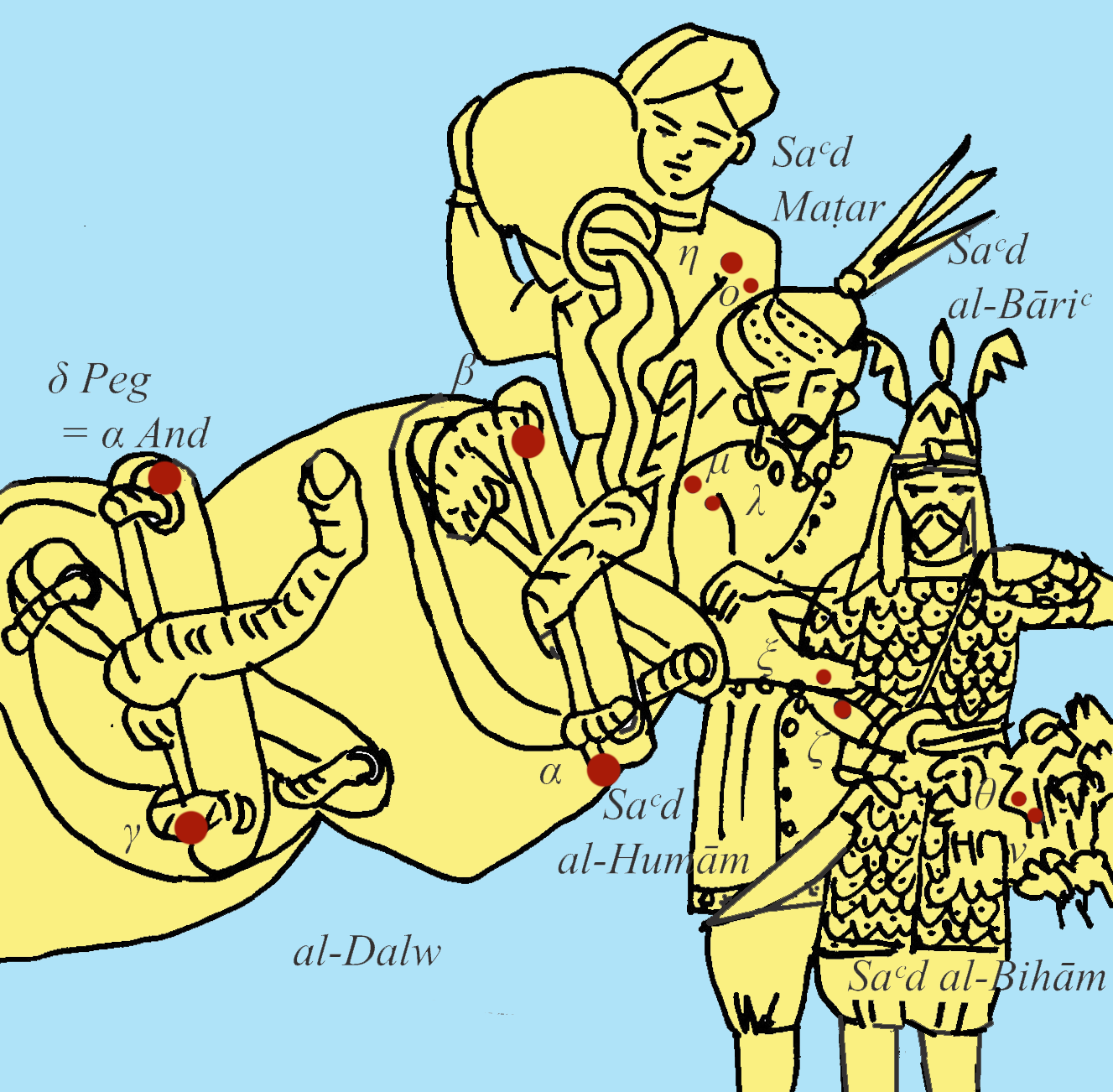
السعود al-Suᶜūd, « les Propices », et الدلوal-Dalw, « le Dalou », les figures correspondant à l'espace de Pégase dans le ciel arabe traditionnel.

ζ Pegasi, latinisé Zeta Pegasi, est la désignation de Bayer de l'étoile. Elle porte également la désignation de Flamsteed de 42 Pegasi.

### Du ciel des Arabes à l'UAI
Homam est le nom approuvé pour ζ Peg par l’Union astronomique internationale (UAI). C’est au départ l’arabe سعد الهمام Saᶜd al-Humām, « la Propice du Magnanime », nom donné au couple ζ et ξ Peg dans le ciel arabe traditionnel, c’est-à-dire le ciel formé sur la base des manāzil al-qamar ou « stations lunaires ». Le mot al-humām, « celui qui vise de grandes choses, le magnanime », qui s’applique au héros et a pour sens dérivé « le lion », est reconnu comme épithète divine et Humām est d’ailleurs un nom de personne toujours en vigueur. 
C’est à partir de la transcription ‘Sa’d AlHomâm’ donnée, dans sa traduction du زيجِ سلطانی Zīğ-i Sulṭānī ou « Tables sultaniennes » d’Uluġ Bēg (1437), par Thomas Hyde (1665) que Giueseppe Piazzi forge le nom Homam (1814). Relevé par Richard Allen (1899) qui contribue à sa popularisation, il se perpétue dans les catalogues du XXe siècle,.

### En chine
En astronomie chinoise traditionnelle, ζ Peg est connue comme 雷电一, soit la 1re étoile de l’astérisme 雷电 (pinyin : Léidiàn), « Tonnere et éclairs ».